# Dahme (fiume)
La Dahme è un fiume tedesco, lungo 95 km, che nasce nel Brandeburgo e sfocia a Berlino nella Sprea. (Nel percorso dal Sedinsee fino alla Sprea, era denominata, fino al 1938, anche Wendische Spree, cioè "Sprea dei Venedi")
Esso ha origine dalla collina di Austemberg presso Schöna-Kolpien (Dahme/Mark), tocca od attraversa in direzione nord i comuni di Golßen, Märkisch Buchholz e Königs Wusterhausen per poi sfociare nella Sprea  a Berlino, nel quartiere di Köpenick. A partire dalla località di Prieros, per circa 26 km fino al quartiere berlinese di Schmöckwitz, costituisce la via d'acqua federale di Dahme-Wasserstraße e di lì la via d'acqua Oder-Sprea, per un tratto di circa 11 km.

## Etimologia
Il nome Dahme deriva verosimilmente, secondo alcuni autori, dallo slavo dembrowa, cioè "valle delle querce", ma altri autori fanno risalire il termine alle popolazioni primitive tedesche, che avrebbero con questo indicare genericamente un fiume. Tale antico nome sarebbe poi stato mutuato dagli slavi colà insediatisi.

## Corso

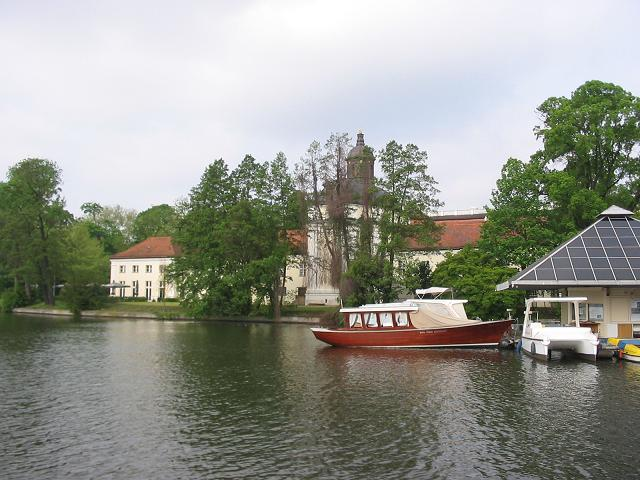
Il Frauentog a Berlino-Köpenick

Il fiume inizia il suo corso dalla cittadina brandeburghese di Dahme dirigendosi inizialmente verso est. Di qui costituisce il confine fra i territori del Fläming e della Lusazia. Parimenti da Liebsdorf fino a Falkenhein costituisce il confine del Naturpark Niederlausitzer Landrücken e poi, dalla località di Staakow prende la direzione nord. Dalla località di Teurow fino alla sua confluenza nella Sprea a Berlino, la Dahme percorre numerose valli glaciali a tunnel. Fra Golßen, Rietzneuendorf e Briesen il fiume serpeggia verso nord fino a Märkisch Buchholz come un piccolo corso d'acqua. Esso scorre qui lungo il bordo del bassopiano della foresta della Sprea, qua e là attraverso boschi melmosi di ontani. A Staakow entra nel Parco naturale di Dahme-Heideseen, che è caratterizzato da più di un centinaio di laghetti e da estesi boschi. Da Märkisch Buchholz la Dahme viene parzialmente canalizzata ed alimentata dalle acque della Sprea (Dahme-Umflutkanal). Originariamente questa canalizzazione avrebbe dovuto rendere più sicura la zona della Foresta della Sprea dalle inondazioni. La Dahme scorre da qui in un letto ampio, in parte canalizzato, e per i successivi 51 km, fino al suo sfocio nella Sprea, è navigabile. Da Prieros si allarga, analogamente alla Havel nella zona di Berlino-Potsdam, in una collana di laghetti. Passando da Dolgenbrodt, Gussow, Bindow, dal  Krüpelsee, da Königs Wusterhausen, Zeuthen, dal lago di Zeuthen, da Eichwalde e dal  Langen See, la Dahme raggiunge Berlino-Köpenick.

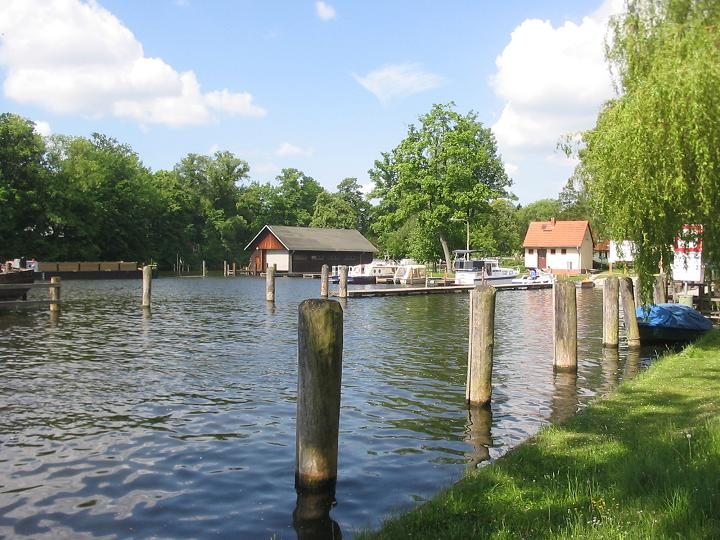
La Staabe alla chiusa di Neue Mühle

Nel tratta lungo circa 480 m fra il Krimnicksee e la storica chiusa di Neue Mühle (zona residenziale del comune di Königs Wusterhausen, a sud ovest di Berlino), la Dahme assume il nome di Staabe. Poco prima dello sfocio nella Sprea, un ramo più breve del fiume circonda la Köpenick Schlossinsel, un'isola di circa 6 ha. Esso viene chiamato Frauentog a causa dell'utilizzo delle sue acque, una volta frequente da parte delle lavandaie.

## La Dahme nella letteratura
A questo fiume lo scrittore tedesco del XIX secolo, Theodor Fontane, ha dedicato nella sua opera, Wanderungen durch die Mark Brandenburg ("Viaggi nella marca di Brandenburgo") alcune considerazioni:
(Theodor Fontane, Wanderungen durch die Mark Brandenburg ("Viaggi nella marca di Brandenburgo"))

## Jaxa di Köpenick
Nel processo di fondazione della Marca di Brandeburgo, la Dahme non ebbe l'importanza che ha avuto il fiume Nuthe, tuttavia anch'essa ha giocato un suo ruolo. Sull'attuale isola di Köpenick, alla confluenza della Dahme con la Sprea, vi fu per lungo tempo una roccaforte slava, che fu più volte distrutta e più volte ricostruita. Alla metà del secolo XII questa rocca era il centro del potere della stirpe degli Sprevani, sotto il comando del loro principe Jaxa di Köpenick. Jaxa condusse la resistenza contro Alberto l'Orso, fondatore della Marca di Brandeburgo, e fu definitivamente sconfitto solo l'11 giugno  1157, giorno della fondazione della Marca.